# All England Super Series 2008
Die All England Super Series 2008 waren die 98. Ausgabe der All England Open Badminton Championships und das dritte Turnier der BWF Super Series 2008. Das Turnier fand vom 4. März bis zum 9. März 2008 in Birmingham in der National Indoor Arena statt. Das Preisgeld betrug 200.000 US-Dollar.

## Sieger und Platzierte
| Disziplin    | Gold                       | Silber                        | Bronze                          |
| ------------ | -------------------------- | ----------------------------- | ------------------------------- |
| Herreneinzel | Chen Jin                   | Lin Dan                       | Bao Chunlai                     |
| Herreneinzel | Chen Jin                   | Lin Dan                       | Lee Chong Wei                   |
| Dameneinzel  | Tine Rasmussen             | Lu Lan                        | Hwang Hye-youn                  |
| Dameneinzel  | Tine Rasmussen             | Lu Lan                        | Xu Huaiwen                      |
| Herrendoppel | Jung Jae-sung Lee Yong-dae | Hwang Ji-man Lee Jae-jin      | Shintaro Ikeda Shuichi Sakamoto |
| Herrendoppel | Jung Jae-sung Lee Yong-dae | Hwang Ji-man Lee Jae-jin      | Choong Tan Fook Lee Wan Wah     |
| Damendoppel  | Lee Hyo-jung Lee Kyung-won | Du Jing Yu Yang               | Wei Yili Zhang Yawen            |
| Damendoppel  | Lee Hyo-jung Lee Kyung-won | Du Jing Yu Yang               | Yang Wei Zhang Jiewen           |
| Mixed        | Zheng Bo Gao Ling          | Nova Widianto Liliyana Natsir | Xie Zhongbo Zhang Yawen         |
| Mixed        | Zheng Bo Gao Ling          | Nova Widianto Liliyana Natsir | Nathan Robertson Gail Emms      |

## Gesetzte

### Herreneinzel
1. Lin Dan
2. Lee Chong Wei
3. Bao Chunlai
4. Chen Jin
5. Kenneth Jonassen
6. Sony Dwi Kuncoro
7. Taufik Hidayat
8. Peter Gade

### Dameneinzel
1. Xie Xingfang
2. Zhang Ning
3. Lu Lan
4. Zhu Lin
5. Wang Chen
6. Pi Hongyan
7. Xu Huaiwen
8. Wong Mew Choo

### Herrendoppel
1. Fu Haifeng / Cai Yun
2. Markis Kido / Hendra Setiawan
3. Koo Kien Keat / Tan Boon Heong
4. Choong Tan Fook / Lee Wan Wah
5. Candra Wijaya /  Tony Gunawan
6. Jung Jae-sung / Lee Yong-dae
7. Jens Eriksen / Martin Lundgaard Hansen
8. Luluk Hadiyanto / Alvent Yulianto

### Damendoppel
1. Zhang Yawen / Wei Yili
2. Yang Wei / Zhang Jiewen
3. Du Jing / Yu Yang
4. Lee Kyung-won / Lee Hyo-jung
5. Gao Ling / Zhao Tingting
6. Chien Yu-chin / Cheng Wen-hsing
7. Kumiko Ogura / Reiko Shiota
8. Gail Emms / Donna Kellogg

### Mixeddoppel
1. Zheng Bo / Gao Ling
2. Nova Widianto / Liliyana Natsir
3. Flandy Limpele / Vita Marissa
4. Xie Zhongbo / Zhang Yawen
5. He Hanbin / Yu Yang
6. Lee Yong-dae / Lee Hyo-jung
7. Sudket Prapakamol / Saralee Thungthongkam
8. Nathan Robertson / Gail Emms

## Finalresultate
| Kategorie    | Gewinner                   | Finalist                      | Resultat            |
| ------------ | -------------------------- | ----------------------------- | ------------------- |
| Herreneinzel | Chen Jin                   | Lin Dan                       | 22:20, 25:23        |
| Dameneinzel  | Tine Rasmussen             | Lu Lan                        | 21:11, 18:21, 22:20 |
| Herrendoppel | Jung Jae-sung Lee Yong-dae | Hwang Ji-man Lee Jae-jin      | 20:22, 21:19, 21:18 |
| Damendoppel  | Lee Hyo-jung Lee Kyung-won | Du Jing Yu Yang               | 12:21, 21:18, 21:14 |
| Mixeddoppel  | Zheng Bo Gao Ling          | Nova Widianto Liliyana Natsir | 18:21, 21:14, 21:9  |

## Dameneinzel

### Qualifikation

#### Qualifikation 1. Runde
- Rachel Howard –  Filipa Lamy: 21-18 / 21-14
- Jill Pittard –  Weny Rasidi: 21-17 / 21-17
- Solenn Pasturel –  Lauren Todt: 21-17 / 21-6
- Anu Nieminen –  Nicola Cerfontyne: 21-13 / 21-16
- Jwala Gutta –  Charmaine Reid: 21-17 / 21-12
- Adriyanti Firdasari –  Agnieszka Wojtkowska: 21-10 / 21-14
- Xing Aiying –  Kamila Augustyn: 21-10 / 21-15
- Pai Hsiao-ma –  Eva Lee: 21-8 / 21-17
- Diana Dimova –  Ana Moura: 21-13 / 21-8
- Pia Zebadiah –  Małgorzata Kurdelska: 21-6 / 21-9
- Shruti Kurien –  Erika Whittingham: 21-8 / 21-10
- Susan Egelstaff –  Rachel van Cutsen: 21-18 / 21-13

#### Qualifikation 2. Runde
- Rachel Howard –  Charlene Laticia Fiellateau: 21-4 / 21-7
- Jill Pittard –  Solenn Pasturel: 21-5 / 21-13
- Salakjit Ponsana –  Anu Nieminen: 21-13 / 21-11
- Adriyanti Firdasari –  Jwala Gutta: 21-9 / 21-7
- Xing Aiying –  Pai Hsiao-ma: 21-23 / 21-18 / 21-18
- Julia Wong Pei Xian –  Diana Dimova: 17-21 / 21-10 / 21-19
- Pia Zebadiah –  Shruti Kurien: 21-7 / 17-21 / 21-9
- Susan Egelstaff –  Louise Carter: 21-6 / 21-1

#### Qualifikation 3. Runde
- Jill Pittard –  Rachel Howard: 21-13 / 21-18
- Adriyanti Firdasari –  Salakjit Ponsana: 21-12 / 12-21 / 21-16
- Xing Aiying –  Julia Wong Pei Xian: 19-21 / 21-13 / 21-11
- Pia Zebadiah –  Susan Egelstaff: 19-21 / 21-14 / 21-14

### 1. Runde
- Yip Pui Yin –  Xie Xingfang: 22-20 / 21-19
- Hwang Hye-youn –  Eriko Hirose: 21-18 / 16-21 / 25-23
- Wong Mew Choo –  Maria Kristin Yulianti: 21-13 / 21-15
- Jiang Yanjiao –  Elizabeth Cann: 21-16 / 21-12
- Zhu Lin –  Kaori Mori: 22-20 / 21-9
- Tine Baun –  Kanako Yonekura: 21-19 / 21-13
- Pi Hongyan –  Petya Nedelcheva: 21-16 / 21-10
- Anna Rice –  Jill Pittard: 21-12 / 17-21 / 21-15
- Cheng Shao-chieh –  Pia Zebadiah: 24-22 / 21-10
- Wang Chen –  Xing Aiying: 21-12 / 21-11
- Wang Yihan –  Ella Diehl: 21-14 / 21-18
- Lu Lan –  Adriyanti Firdasari: 21-14 / 21-13
- Jun Jae-youn –  Judith Meulendijks: 21-11 / 15-21 / 21-17
- Xu Huaiwen –  Zhou Mi: 21-16 / 21-13
- Yu Hirayama –  Saina Nehwal: 21-18 / 18-21 / 21-18
- Yao Jie –  Zhang Ning: 21-15 / 19-21 / 21-19
- Hwang Hye-youn –  Yip Pui Yin: 21-15 / 23-21
- Wong Mew Choo –  Jiang Yanjiao: 22-20 / 23-21
- Tine Baun –  Zhu Lin: 21-14 / 21-15
- Pi Hongyan –  Anna Rice: 21-7 / 22-20
- Wang Chen –  Cheng Shao-chieh: 21-17 / 14-21 / 21-18

### Sektion 1
|  | 2. Runde | 2. Runde               | 2. Runde | 2. Runde | 2. Runde |  |  | Achtelfinale | Achtelfinale   | Achtelfinale | Achtelfinale | Achtelfinale |  |  | Viertelfinale  | Viertelfinale | Viertelfinale | Viertelfinale | Viertelfinale |  |  | Halbfinale | Halbfinale | Halbfinale | Halbfinale | Halbfinale |
|  |          |                        |          |          |          |  |  |              |                |              |              |              |  |  |                |               |               |               |               |  |  |            |            |            |            |            |
|  |          | Tine Rasmussen         | 21       | 21       |          |  |  |              |                |              |              |              |  |  |                |               |               |               |               |  |  |            |            |            |            |            |
|  |          | Kanako Yonekura        | 19       | 13       |          |  |  |              | Tine Rasmussen | 21           | 21           |              |  |  |                |               |               |               |               |  |  |            |            |            |            |            |
|  |          | Zhu Lin                | 22       | 21       |          |  |  |              | Zhu Lin        | 14           | 15           |              |  |  |                |               |               |               |               |  |  |            |            |            |            |            |
|  |          | Kaori Mori             | 20       | 9        |          |  |  |              |                |              |              |              |  |  | Tine Rasmussen | 20            | 21            | 21            |               |  |  |            |            |            |            |            |
|  |          | Pi Hongyan             | 21       | 21       |          |  |  |              |                |              |              |              |  |  | Pi Hongyan     | 22            | 18            | 18            |               |  |  |            |            |            |            |            |
|  |          | Petya Nedelcheva       | 16       | 10       |          |  |  |              | Pi Hongyan     | 21           | 22           |              |  |  |                |               |               |               |               |  |  |            |            |            |            |            |
|  |          | Anna Rice              | 21       | 17       | 21       |  |  |              | Anna Rice      | 7            | 20           |              |  |  |                |               |               |               |               |  |  |            |            |            |            |            |
|  |          | Jill Pittard           | 12       | 21       | 15       |  |  |              |                |              |              |              |  |  | Tine Rasmussen | 21            | 21            |               |               |  |  |            |            |            |            |            |
|  |          | Hwang Hye-youn         | 21       | 16       | 25       |  |  |              |                |              |              |              |  |  | Hwang Hye-youn | 17            | 18            |               |               |  |  |            |            |            |            |            |
|  |          | Eriko Hirose           | 18       | 21       | 23       |  |  |              | Hwang Hye-youn | 21           | 23           |              |  |  |                |               |               |               |               |  |  |            |            |            |            |            |
|  |          | Yip Pui Yin            | 22       | 21       |          |  |  |              | Yip Pui Yin    | 15           | 21           |              |  |  |                |               |               |               |               |  |  |            |            |            |            |            |
|  |          | Xie Xingfang           | 20       | 19       |          |  |  |              |                |              |              |              |  |  | Hwang Hye-youn | 17            | 21            | 21            |               |  |  |            |            |            |            |            |
|  |          | Wong Mew Choo          | 21       | 21       |          |  |  |              |                |              |              |              |  |  | Wong Mew Choo  | 21            | 10            | 13            |               |  |  |            |            |            |            |            |
|  |          | Maria Kristin Yulianti | 13       | 15       |          |  |  |              | Wong Mew Choo  | 22           | 23           |              |  |  |                |               |               |               |               |  |  |            |            |            |            |            |
|  |          | Jiang Yanjiao          | 21       | 21       |          |  |  |              | Jiang Yanjiao  | 20           | 21           |              |  |  |                |               |               |               |               |  |  |            |            |            |            |            |
|  |          | Elizabeth Cann         | 16       | 12       |          |  |  |              |                |              |              |              |  |  |                |               |               |               |               |  |  |            |            |            |            |            |

### Sektion 2
|  | 2. Runde | 2. Runde            | 2. Runde | 2. Runde | 2. Runde |  |  | Achtelfinale | Achtelfinale     | Achtelfinale | Achtelfinale | Achtelfinale |  |  | Viertelfinale | Viertelfinale | Viertelfinale | Viertelfinale | Viertelfinale |  |  | Halbfinale | Halbfinale | Halbfinale | Halbfinale | Halbfinale |
|  |          |                     |          |          |          |  |  |              |                  |              |              |              |  |  |               |               |               |               |               |  |  |            |            |            |            |            |
|  |          | Lu Lan              | 21       | 21       |          |  |  |              |                  |              |              |              |  |  |               |               |               |               |               |  |  |            |            |            |            |            |
|  |          | Adriyanti Firdasari | 14       | 13       |          |  |  |              | Lu Lan           | w/o          |              |              |  |  |               |               |               |               |               |  |  |            |            |            |            |            |
|  |          | Wang Yihan          | 21       | 21       |          |  |  |              | Wang Yihan       | scr          |              |              |  |  |               |               |               |               |               |  |  |            |            |            |            |            |
|  |          | Ella Diehl          | 14       | 18       |          |  |  |              |                  |              |              |              |  |  | Lu Lan        | 21            | 21            |               |               |  |  |            |            |            |            |            |
|  |          | Wang Chen           | 21       | 21       |          |  |  |              |                  |              |              |              |  |  | Wang Chen     | 18            | 13            |               |               |  |  |            |            |            |            |            |
|  |          | Xing Aiying         | 12       | 11       |          |  |  |              | Wang Chen        | 21           | 14           | 21           |  |  |               |               |               |               |               |  |  |            |            |            |            |            |
|  |          | Cheng Shao-chieh    | 24       | 21       |          |  |  |              | Cheng Shao-chieh | 17           | 21           | 18           |  |  |               |               |               |               |               |  |  |            |            |            |            |            |
|  |          | Pia Zebadiah        | 22       | 10       |          |  |  |              |                  |              |              |              |  |  | Lu Lan        | 21            | 21            |               |               |  |  |            |            |            |            |            |
|  |          | Xu Huaiwen          | 21       | 21       |          |  |  |              |                  |              |              |              |  |  | Xu Huaiwen    | 13            | 14            |               |               |  |  |            |            |            |            |            |
|  |          | Zhou Mi             | 16       | 13       |          |  |  |              | Xu Huaiwen       | 21           | 21           |              |  |  |               |               |               |               |               |  |  |            |            |            |            |            |
|  |          | Jun Jae-youn        | 21       | 15       | 21       |  |  |              | Jun Jae-youn'    | 13           | 14           |              |  |  |               |               |               |               |               |  |  |            |            |            |            |            |
|  |          | Judith Meulendijks  | 11       | 21       | 17       |  |  |              |                  |              |              |              |  |  | Xu Huaiwen    | 18            | 21            | 21            |               |  |  |            |            |            |            |            |
|  |          | Yu Hirayama         | 21       | 18       | 21       |  |  |              |                  |              |              |              |  |  | Yu Hirayama   | 21            | 18            | 16            |               |  |  |            |            |            |            |            |
|  |          | Saina Nehwal        | 18       | 21       | 18       |  |  |              | Yu Hirayama      | 21           | 21           |              |  |  |               |               |               |               |               |  |  |            |            |            |            |            |
|  |          | Yao Jie             | 21       | 19       | 21       |  |  |              | Yao Jie          | 17           | 17           |              |  |  |               |               |               |               |               |  |  |            |            |            |            |            |
|  |          | Zhang Ning          | 15       | 21       | 19       |  |  |              |                  |              |              |              |  |  |               |               |               |               |               |  |  |            |            |            |            |            |

## Herrendoppel

### Qualifikation
- Andrew Bowman /  Matthew Honey –  Robert Adcock /  Robin Middleton: 21-15 / 21-10
- Jacob Chemnitz /  Mikkel Delbo Larsen –  Martyn Lewis /  Kristian Roebuck: 24-22 / 16-21 / 21-8
- Keishi Kawaguchi /  Naoki Kawamae –  Chris Adcock /  Dean George: 23-21 / 21-18
- Andrew Ellis /  Chris Langridge –  Adam Cwalina /  Wojciech Szkudlarczyk: 21-10 / 18-21 / 21-16
- Robert Blair /  Richard Eidestedt –  Xu Chen /  Zheng Bo: 22-20 / 21-13
- Anthony Clark /  David Lindley –  Mohammad Ahsan /  Bona Septano: 22-24 / 21-13 / 21-13
- Cho Gun-woo /  Han Sang-hoon –  Ruud Bosch /  Koen Ridder: 21-16 / 21-13
- Rasmus Andersen /  Peter Steffensen –  Rasmus Bonde /  Kasper Faust Henriksen: 17-21 / 21-13 / 21-16
- Andrew Bowman /  Matthew Honey –  Jacob Chemnitz /  Mikkel Delbo Larsen: 21-19 / 14-21 / 21-15
- Keishi Kawaguchi /  Naoki Kawamae –  Andrew Ellis /  Chris Langridge: 21-17 / 21-11
- Anthony Clark /  David Lindley –  Robert Blair /  Richard Eidestedt: 17-21 / 21-16 / 21-16
- Rasmus Andersen /  Peter Steffensen –  Cho Gun-woo /  Han Sang-hoon: 16-21 / 21-18 / 21-18

### 1. Runde
- Cai Yun /  Fu Haifeng –  Yonathan Suryatama Dasuki /  Rian Sukmawan: 21-14 / 21-12
- Albertus Susanto Njoto /  Yohan Hadikusumo Wiratama –  Gan Teik Chai /  Lin Woon Fui: 21-19 / 20-22 / 21-11
- Tony Gunawan /  Candra Wijaya –  Kristof Hopp /  Ingo Kindervater: 21-11 / 21-16
- Lee Jae-jin /  Hwang Ji-man –  Roman Spitko /  Michael Fuchs: 21-16 / 21-15
- Shintaro Ikeda /  Shuichi Sakamoto –  Koo Kien Keat /  Tan Boon Heong: 21-18 / 21-19
- Hendra Gunawan /  Joko Riyadi –  Michał Łogosz /  Robert Mateusiak: 23-25 / 21-18 / 21-18
- Hu Chung-shien /  Tsai Chia-hsin –  Jens Eriksen /  Martin Lundgaard Hansen: 22-20 / 21-19
- Lars Paaske /  Jonas Rasmussen –  Guo Zhendong /  Xie Zhongbo: 21-18 / 23-21
- Anders Kristiansen /  Simon Mollyhus –  Keishi Kawaguchi /  Naoki Kawamae: 22-20 / 14-21 / 21-9
- Alvent Yulianto /  Luluk Hadiyanto –  Rasmus Andersen /  Peter Steffensen: 21-18 / 21-8
- Howard Bach /  Khankham Malaythong –  Ong Soon Hock /  Tan Bin Shen: 21-18 / 16-21 / 21-16
- Choong Tan Fook /  Lee Wan Wah –  Mike Beres /  William Milroy: 21-16 / 21-12
- Mathias Boe /  Carsten Mogensen –  Zakry Abdul Latif /  Fairuzizuan Tazari: 21-18 / 21-18
- Jung Jae-sung /  Lee Yong-dae –  Andrew Bowman /  Matthew Honey: 21-2 / 21-15
- Anthony Clark /  David Lindley –  Fang Chieh-min /  Lee Sheng-mu: 22-20 / 19-21 / 21-18
- Keita Masuda /  Tadashi Ohtsuka –  Markis Kido /  Hendra Setiawan: 21-19 / 21-9

### Achtelfinale
- Albertus Susanto Njoto /  Yohan Hadikusumo Wiratama –  Cai Yun /  Fu Haifeng: 24-22 / 7-21 / 21-18
- Lee Jae-jin /  Hwang Ji-man –  Tony Gunawan /  Candra Wijaya: 21-9 / 21-17
- Shintaro Ikeda /  Shuichi Sakamoto –  Hendra Gunawan /  Joko Riyadi: 21-19 / 19-21 / 21-19
- Lars Paaske /  Jonas Rasmussen –  Hu Chung-shien /  Tsai Chia-hsin: 21-19 / 21-16
- Alvent Yulianto /  Luluk Hadiyanto –  Anders Kristiansen /  Simon Mollyhus: 21-8 / 21-15
- Choong Tan Fook /  Lee Wan Wah –  Howard Bach /  Khankham Malaythong: 21-8 / 21-16
- Jung Jae-sung /  Lee Yong-dae –  Mathias Boe /  Carsten Mogensen: 21-18 / 21-14
- Keita Masuda /  Tadashi Ohtsuka –  Anthony Clark /  David Lindley: 21-13 / 21-13

### Viertelfinale
- Lee Jae-jin /  Hwang Ji-man –  Albertus Susanto Njoto /  Yohan Hadikusumo Wiratama: 21-14 / 22-20
- Shintaro Ikeda /  Shuichi Sakamoto –  Lars Paaske /  Jonas Rasmussen: 21-19 / 17-21 / 21-12
- Choong Tan Fook /  Lee Wan Wah –  Alvent Yulianto /  Luluk Hadiyanto: 21-15 / 21-15
- Jung Jae-sung /  Lee Yong-dae –  Keita Masuda /  Tadashi Ohtsuka: 21-9 / 21-18

### Halbfinale
- Lee Jae-jin /  Hwang Ji-man –  Shintaro Ikeda /  Shuichi Sakamoto: 21-16 / 21-16
- Jung Jae-sung /  Lee Yong-dae –  Choong Tan Fook /  Lee Wan Wah: 21-13 / 22-24 / 23-21

### Finale
- Jung Jae-sung /  Lee Yong-dae –  Lee Jae-jin /  Hwang Ji-man: 20-22 / 21-19 / 21-18

## Damendoppel

### Qualifikation
- Rachel van Cutsen /  Paulien van Dooremalen –  Chau Hoi Wah /  Louisa Koon Wai Chee: 12-21 / 21-11 / 21-15
- Chou Chia-chi /  Yang Chia-tseng –  Christinna Pedersen /  Mie Schjøtt-Kristensen: 16-21 / 21-15 / 22-20
- Imogen Bankier /  Sarah Bok –  Rachel Howard /  Liza Parker: 21-16 / 21-19
- Nitya Krishinda Maheswari /  Lita Nurlita –  Mooi Hing Yau /  Ooi Yu Hang: 21-11 / 21-15
- Małgorzata Kurdelska /  Agnieszka Wojtkowska –  Rachel van Cutsen /  Paulien van Dooremalen: 11-21 / 21-19 / 21-18
- Chou Chia-chi /  Yang Chia-tseng –  Goh Liu Ying /  Ng Hui Lin: 21-14 / 21-16
- Imogen Bankier /  Sarah Bok –  Gabrielle Adcock /  Mariana Agathangelou: 21-12 / 23-21
- Nitya Krishinda Maheswari /  Lita Nurlita –  Eva Lee /  Mesinee Mangkalakiri: 21-10 / 21-10

### 1. Runde
- Zhang Yawen /  Wei Yili –  Jwala Gutta /  Shruti Kurien: 21-3 / 21-9
- Chin Eei Hui /  Wong Pei Tty –  Johanna Persson /  Elin Bergblom: 21-11 / 21-16
- Jo Novita /  Greysia Polii –  Gail Emms /  Donna Kellogg: 26-24 / 21-10
- Ha Jung-eun /  Kim Min-jung –  Fiona McKee /  Charmaine Reid: 21-16 / 21-7
- Du Jing /  Yu Yang –  Małgorzata Kurdelska /  Agnieszka Wojtkowska: 21-8 / 21-11
- Ekaterina Ananina /  Anastasia Russkikh –  Joanne Nicholas /  Natalie Munt: 21-16 / 21-18
- Kumiko Ogura /  Reiko Shiota –  Miyuki Maeda /  Satoko Suetsuna: 24-22 / 21-18
- Endang Nursugianti /  Rani Mundiasti –  Diana Dimova /  Petya Nedelcheva: 21-14 / 21-17
- Nitya Krishinda Maheswari /  Lita Nurlita –  Haw Chiou Hwee /  Lim Pek Siah: 21-18 / 21-11
- Gao Ling /  Zhao Tingting –  Carina Mette /  Birgit Overzier: 21-10 / 21-13
- Lena Frier Kristiansen /  Kamilla Rytter Juhl –  Jiang Yanmei /  Li Yujia: 25-23 / 21-18
- Lee Hyo-jung /  Lee Kyung-won –  Elodie Eymard /  Weny Rasidi: 21-6 / 21-12
- Vita Marissa /  Liliyana Natsir –  Kamila Augustyn /  Nadieżda Zięba: 9-21 / 21-17 / 21-17
- Cheng Wen-hsing /  Chien Yu-chin –  Suzanne Rayappan /  Jenny Wallwork: 21-11 / 21-11
- Aki Akao /  Tomomi Matsuda –  Imogen Bankier /  Sarah Bok: 21-14 / 21-15
- Yang Wei /  Zhang Jiewen –  Chou Chia-chi /  Yang Chia-tseng: 21-10 / 21-7

### Achtelfinale
- Zhang Yawen /  Wei Yili –  Chin Eei Hui /  Wong Pei Tty: 18-21 / 21-16 / 21-10
- Jo Novita /  Greysia Polii –  Ha Jung-eun /  Kim Min-jung: 21-13 / 21-15
- Du Jing /  Yu Yang –  Ekaterina Ananina /  Anastasia Russkikh: 19-21 / 21-9 / 21-17
- Kumiko Ogura /  Reiko Shiota –  Endang Nursugianti /  Rani Mundiasti: 21-23 / 21-16 / 21-18
- Gao Ling /  Zhao Tingting –  Nitya Krishinda Maheswari /  Lita Nurlita: 21-15 / 21-16
- Lee Hyo-jung /  Lee Kyung-won –  Lena Frier Kristiansen /  Kamilla Rytter Juhl: 21-11 / 21-16
- Cheng Wen-hsing /  Chien Yu-chin –  Vita Marissa /  Liliyana Natsir: 21-19 / 21-17
- Yang Wei /  Zhang Jiewen –  Aki Akao /  Tomomi Matsuda: 21-15 / 21-8

### Viertelfinale
- Zhang Yawen /  Wei Yili –  Jo Novita /  Greysia Polii: 21-8 / 21-13
- Du Jing /  Yu Yang –  Kumiko Ogura /  Reiko Shiota: 21-7 / 21-11
- Lee Hyo-jung /  Lee Kyung-won –  Gao Ling /  Zhao Tingting: 21-16 / 21-19
- Yang Wei /  Zhang Jiewen –  Cheng Wen-hsing /  Chien Yu-chin: 21-16 / 19-21 / 21-10

### Halbfinale
- Du Jing /  Yu Yang –  Zhang Yawen /  Wei Yili: 21-16 / 21-9
- Lee Hyo-jung /  Lee Kyung-won –  Yang Wei /  Zhang Jiewen: 13-21 / 21-13 / 21-19

### Finale
- Lee Hyo-jung /  Lee Kyung-won –  Du Jing /  Yu Yang: 12-21 / 21-18 / 21-14

## Mixed

### Qualifikation
- Michael Fuchs /  Carina Mette –  Matthew Honey /  Heather Olver: w.o.
- Chris Langridge /  Joanne Nicholas –  Dean George /  Mariana Agathangelou: 21-17 / 21-15
- Adam Cwalina /  Małgorzata Kurdelska –  Andrew Bowman /  Sarah Bok: 15-21 / 22-20 / 21-18
- Michał Łogosz /  Natalie Munt –  Rasmus Bonde /  Christinna Pedersen: 21-17 / 21-19
- Mikkel Delbo Larsen /  Mie Schjøtt-Kristensen –  Jorrit de Ruiter /  Ilse Vaessen: 21-10 / 23-21
- Tadashi Ohtsuka /  Satoko Suetsuna –  Ruud Bosch /  Paulien van Dooremalen: 21-8 / 21-13
- Yohan Hadikusumo Wiratama /  Chau Hoi Wah –  Cho Gun-woo /  Ha Jung-eun: 21-14 / 17-21 / 22-20
- Michael Fuchs /  Carina Mette –  Wojciech Szkudlarczyk /  Agnieszka Wojtkowska: 21-10 / 21-11
- Chris Langridge /  Joanne Nicholas –  Tsai Chia-hsin /  Cheng Shao-chieh: 17-21 / 23-21 / 21-16
- Tan Wee Kiong /  Woon Khe Wei –  Adam Cwalina /  Małgorzata Kurdelska: 21-9 / 21-18
- Chris Adcock /  Gabrielle Adcock –  Mike Beres /  Fiona McKee: 14-21 / 21-14 / 21-17
- Michał Łogosz /  Natalie Munt –  Razif Abdul Latif /  Chong Sook Chin: 21-12 / 21-10
- Mikkel Delbo Larsen /  Mie Schjøtt-Kristensen –  Robin Middleton /  Liza Parker: 21-17 / 17-21 / 21-17
- Lim Khim Wah /  Ng Hui Lin –  Tadashi Ohtsuka /  Satoko Suetsuna: 21-18 / 13-21 / 21-17
- Hwang Ji-man /  Kim Min-jung –  Yohan Hadikusumo Wiratama /  Chau Hoi Wah: 21-13 / 21-18
- Chris Langridge /  Joanne Nicholas –  Michael Fuchs /  Carina Mette: 21-18 / 21-13
- Tan Wee Kiong /  Woon Khe Wei –  Chris Adcock /  Gabrielle Adcock: 21-16 / 21-10
- Michał Łogosz /  Natalie Munt –  Mikkel Delbo Larsen /  Mie Schjøtt-Kristensen: 21-13 / 21-13
- Hwang Ji-man /  Kim Min-jung –  Lim Khim Wah /  Ng Hui Lin: 15-21 / 21-17 / 22-20

### 1. Runde
- Zheng Bo /  Gao Ling –  Robert Mateusiak /  Nadieżda Zięba: 20-22 / 21-11 / 21-15
- Han Sang-hoon /  Hwang Yu-mi –  Fang Chieh-min /  Cheng Wen-hsing: 21-19 / 21-16
- Lee Yong-dae /  Lee Hyo-jung –  Xu Chen /  Zhao Tingting: 21-17 / 18-21 / 21-14
- Howard Bach /  Eva Lee –  David Lindley /  Suzanne Rayappan: 21-15 / 21-16
- Xie Zhongbo /  Zhang Yawen –  Michał Łogosz /  Natalie Munt: 21-12 / 21-11
- Svetoslav Stoyanov /  Elodie Eymard –  Ingo Kindervater /  Kathrin Piotrowski: 21-17 / 17-21 / 21-12
- Sudket Prapakamol /  Saralee Thungthongkam –  Muhammad Rizal /  Greysia Polii: 21-18 / 21-7
- Anthony Clark /  Donna Kellogg –  Tan Wee Kiong /  Woon Khe Wei: 13-21 / 21-17 / 21-18
- Hwang Ji-man /  Kim Min-jung –  Craig Cooper /  Renee Flavell: 21-10 / 21-16
- Nathan Robertson /  Gail Emms –  Chris Langridge /  Joanne Nicholas: 21-10 / 21-18
- Chen Hung-ling /  Chou Chia-chi –  Hsieh Yu-hsing /  Chien Yu-chin: 21-19 / 21-19
- Robert Blair /  Imogen Bankier –  Flandy Limpele /  Vita Marissa: 21-15 / 21-16
- Keita Masuda /  Miyuki Maeda –  Hendri Kurniawan Saputra /  Li Yujia: 21-15 / 21-15
- He Hanbin /  Yu Yang –  Kennevic Asuncion /  Kennie Asuncion: 21-5 / 21-11
- Thomas Laybourn /  Kamilla Rytter Juhl –  Kristof Hopp /  Birgit Overzier: 21-6 / 21-9
- Nova Widianto /  Liliyana Natsir –  Devin Lahardi Fitriawan /  Lita Nurlita: 21-19 / 21-13

### Achtelfinale
- Zheng Bo /  Gao Ling –  Han Sang-hoon /  Hwang Yu-mi: 22-20 / 21-19
- Lee Yong-dae /  Lee Hyo-jung –  Howard Bach /  Eva Lee: 21-14 / 21-11
- Xie Zhongbo /  Zhang Yawen –  Svetoslav Stoyanov /  Elodie Eymard: 21-17 / 21-14
- Anthony Clark /  Donna Kellogg –  Sudket Prapakamol /  Saralee Thungthongkam: 21-11 / 21-16
- Nathan Robertson /  Gail Emms –  Hwang Ji-man /  Kim Min-jung: 21-17 / 21-17
- Robert Blair /  Imogen Bankier –  Chen Hung-ling /  Chou Chia-chi: 21-14 / 21-12
- He Hanbin /  Yu Yang –  Keita Masuda /  Miyuki Maeda: 21-14 / 21-8
- Nova Widianto /  Liliyana Natsir –  Thomas Laybourn /  Kamilla Rytter Juhl: 17-21 / 21-17 / 21-14

### Viertelfinale
- Zheng Bo /  Gao Ling –  Lee Yong-dae /  Lee Hyo-jung: 21-18 / 13-21 / 21-12
- Xie Zhongbo /  Zhang Yawen –  Anthony Clark /  Donna Kellogg: 18-21 / 21-14 / 21-17
- Nathan Robertson /  Gail Emms –  Robert Blair /  Imogen Bankier: 21-14 / 21-16
- Nova Widianto /  Liliyana Natsir –  He Hanbin /  Yu Yang: 22-20 / 15-21 / 21-8

### Halbfinale
- Zheng Bo /  Gao Ling –  Xie Zhongbo /  Zhang Yawen: 16-21 / 21-6 / 0-0 ret.
- Nova Widianto /  Liliyana Natsir –  Nathan Robertson /  Gail Emms: 21-18 / 21-15

### Finale
- Zheng Bo /  Gao Ling –  Nova Widianto /  Liliyana Natsir: 18-21 / 21-14 / 21-9